# Gibbocerambyx unitarius
Gibbocerambyx unitarius är en skalbaggsart som beskrevs av Holzschuh 2003. Gibbocerambyx unitarius ingår i släktet Gibbocerambyx och familjen långhorningar. Inga underarter finns listade i Catalogue of Life.